# Jigmé Taring
Jigmé Taring aussi appelé  Jigmé Sumchen Wangpo Namgyal (tibétain : འཇིགས་མེད་སུམ་རྩེན་དབང་པོ, Wylie : vjigs-med sum-rtsen dbang-po), né à Taring au Tibet en 1908 dans une famille royale du Sikkim exilée et mort en 1991 à Rajpur (en), Dehradun, en Inde, est un architecte, photographe et homme politique tibétain,.

## Biographie
Jigmé Taring est le fils aîné de Raja Taring, le frère aîné de Tashi Namgyal, le Maharaja du Sikkim et de son épouse Taring Rani. Il a épousé Rinchen Dolma Taring, fille de Tsarong Shapé, dont Tsarong Dzasa prendra la succession.
Il fut enrôlé dans le régiment institué par Thupten Kunphel-la, le favori du 13e dalaï-lama et fut envoyé à Gyantsé pour sa formation militaire. En 1932, il fut nommé commandant de l’armée tibétaine (Dzasak).
Il a été haut fonctionnaire du gouvernement du Tibet pendant 18 ans à Lhassa. En janvier 1950, il est nommé assistant du Bureau des Affaires étrangères du Tibet. Jigmé Taring fut professeur d'anglais du jeune 14e dalaï lama.
Considéré comme le dernier architecte de Lhassa, il a conçu la résidence d'été du dalaï-lama.
Jigmé Taring était aussi un directeur de la photographie enthousiaste et compétent. Il a filmé des scènes de festivals et de rue à Lhassa. Son travail le plus connu concerne un film documentaire sur la visite officielle aux monastères de Séra, Drepung et Ganden par le 14e Dalaï-Lama et ses examens religieux, notamment la soutenance de son diplôme de Géshé en 1948.
Il est nommé interprète de la mission qui devait se rendre à Pékin en février 1950 en vue de négociation avec la République populaire de Chine qui annonçait vouloir « libérer » le Tibet.
Parlant couramment le hindi et l’anglais, il est l'interprète du dalaï-lama lors de ses voyages en Inde dans les années 1950.
Il est parti du Tibet lors de l'exode tibétain de 1959.
Jigmé Taring fut l'un des directeurs de l'École centrale pour les Tibétains de Mussoorie et fut le 3e ministre de l'éducation au sein du gouvernement tibétain en exil
Avec Ngawangthondup Narkyid, il a traduit la déclaration universelle des droits de l'homme en tibétain,.
Jigme et sa femme, Rinchen Dolma Taring, consacrèrent leur vie à l’accueil des Tibétains qui fuyaient le Tibet. Il participa à la recherche de parrainages pour les personnes âgées. Ils  créèrent des écoles pour les réfugiés et la Tibetan Homes Foundation (Fondation pour des foyers tibétains). Jigme Taring décéda en 1991 à Dehradun, en Inde.
Jigme Taring était aussi un spécialiste reconnu des Lhassa Apso et fut désigné comme juge pour évaluer des chiens tibétains par la  fédération cynologique internationale et a jugé au moins trois expositions de International Lhasa Apso,.

## Autre lecture
- (en) Pema Thinley, Obituary: Jigme Taring (1908–1991), Tibetan Review, 26 (7): p. 9–10 (juillet 1991).